# Michele Apostolio
Michele Apostolio (in greco medievale Μιχαὴλ Ἀποστόλιος o Μιχαὴλ Ἀποστόλης; Costantinopoli, 1420 circa – Creta, 18 luglio 1478) è stato un umanista, insegnante e copista bizantino.

## Vita
Michele Apostolio nacque attorno al 1420 a Bisanzio e studiò probabilmente a Mistra presso Giovanni Argiropulo. Nel 1452 divenne insegnante allo Xenon τοῦ Κράλη a Bisanzio ma dopo la caduta della città nell'anno seguente fu preso prigioniero. Dal 1455 insegnò a Creta. Successivamente si spostò frequentemente tra Italia e Creta e tra il 1460-61 e 1463-64 si recò di nuovo a Bisanzio alla ricerca di manoscritti, mentre nel 1467 si trovava a Scutari. In Italia fu sotto la protezione del cardinale Bessarione. Fu a capo di un grosso studio per la copia di manoscritti; da platonico fu avversario dell'aristotelico Teodoro Gaza. Questo suo atteggiamento lo portò in cattiva luce e decise di ritornare a Creta dove si guadagnava da vivere scarso con l'insegnamento e copiando manoscritti. Morì a Creta, dopo una lunga malattia, il 18 luglio 1478 lasciando un figlio, Aristobulo Apostolio, che divenne vescovo di Malvasia (Monemvasia) nella Morea.

## Scritti
Michele Apostolio fu autore di una raccolta di precetti morali, proverbi e apoftegmi (Ἰωνιά), completata e in parte pubblicata (i soli apoftegmi, 1519) dal figlio (v. Apostolio, Aristobulo), cui è stata spesso erroneamente attribuita. Delle sue numerose opere alcuni sono stati stampati:
- Παροιμίαι (Paroemiae, dal greco "proverbi"), una raccolta di proverbi in greco.
- Oratio Panegyrica annuncio Fredericum III, in Freher, Scriptores Rerum Germanicarum, vol. II, Francoforte, 1624.
- Georgii Gemisthi Plethonis et Mich. Apostolii Orationes funebres duae a quibus de immortalitate Animae exponitur, Lipsia, 1793.